# Apotheosis (Foulds)
Apotheosis (elegie) is een concerto gecomponeerd door de Britse componist John Foulds. Het is geschreven voor viool en symfonieorkest.
Foulds heeft waarschijnlijk, toen hij nog in het Hallé Orchestra cello bespeelde, uitvoeringen gegeven met Joseph Joachim. Wanneer deze op 15 augustus 1907 overlijdt, was Foulds zo onder de indruk dat hij zijn enige vioolconcert schreef. Hij voltooide het werk op 21 januari 1910 en in tegenstelling tot andere werken van hem volgt nog in hetzelfde jaar de première in Liverpool onder leiding van de componist met solist John Lawson.
De compositie opent met een paar flinke slagen op de pauken, waaruit blijkt dat Foulds ook hier afweek van de klassieke muziek die toen in Engeland gespeeld werd. De compositie is in vier delen, die continu achter elkaar gespeeld worden. Het eerste deel bevat de treurmars, die later in het slotdeel terugkeert. In dit vroege werk van de componist zit ook zijn muzikale handtekening, de kwarttonenreeks.

## Delen
Apotheoses (Elegy) Music-Poem no. 4 for violin and orchestra

Dedicated to the memory of Jospeh Joachim
1. Quasi funèbre
2. Poco meno
3. Andante lento
4. Tempo della prima stanza.

Zijn volgende Music-poem Mirage zou jarenlang onuitgevoerd blijven.

## Bron en discografie
- Uitgave Warner Classics: City of Symphony Birmingham Orchestra met koor o.l.v. Sakari Oramo; solist Daniel Hope ; opnamen 2004.